# Herrick (Dacota do Sul)
Herrick é uma cidade  localizada no estado norte-americano de Dacota do Sul, no Condado de Gregory.

## Demografia
Segundo o censo norte-americano de 2000, a sua população era de 105 habitantes.
Em 2006, foi estimada uma população de 95, um decréscimo de 10 (-9.5%).

## Geografia
De acordo com o United States Census Bureau tem uma área de
1,3 km², dos quais 1,3 km² cobertos por terra e 0,0 km² cobertos por água.

## Localidades na vizinhança
O diagrama seguinte representa as localidades num raio de 24 km ao redor de Herrick.